# Buliceni, Suceava
Cătunul Buliceni era situat pe malul stâng al râului Bistrița, în dreptul satului Dorna, fiind astăzi înglobat în satul Gheorghițeni. 
La începutul secolului XX cătunul Buliceni era considerat un sat al comunei Vatra Dornei, fiind  mai târziu înglobat în acest oraș ca suburbie , printr-un decret din 1925. Cătunul Buliceni nu mai este menționat în niciun document ulterior, dar suburbia respectivă nu mai face parte în prezent din orașul Vatra Dornei, ci a fost înglobat satului Gheorghițeni, din comuna Dorna-Arini.